# Nejtrestanější hráč Deutsche Eishockey Liga
Nejtrestanější hráč je každoročně udělovaná trofej pro hráče s největším počtem trestných minut v základní části sezóny Deutsche Eishockey Liga.

## Přehled vítězů
| Sezóna                      | Hráč                  | Minuty |
| --------------------------- | --------------------- | ------ |
| 1994/1995                   | Robert Cimetta        | 126    |
| 1995/1996                   | Vladimir Fedosov      | 117    |
| 1996/1997                   | Jim Hiller            | 187    |
| 1997/1998                   | Sergio Momesso        | 193    |
| 1998/1999                   | Andrew Rymsha         | 245    |
| 1999/2000                   | Jean-François Quintin | 197    |
| 2000/2001                   | Scott Pearson         | 225    |
| 2001/2002                   | Mike Stevens          | 228    |
| 2002/2003                   | Paul Stanton          | 167    |
| 2003/2004                   | David Cooper          | 186    |
| 2004/2005                   | Steve Kelly           | 210    |
| 2005/2006                   | Benoît Gratton        | 265    |
| 2006/2007                   | Jason Marshall        | 253    |
| 2007/2008                   | Sean Brown            | 206    |
| 2008/2009                   | Todd Warriner         | 185    |
| 2009/2010                   | Jere Karalahti        | 193    |
| 2010/2011                   | Sean O'Connor         | 145    |
| 2011/2012                   | David Wolf            | 167    |
| 2012/2013                   | Peter Flache          | 133    |
| 2013/2014                   | David Wolf            | 152    |
| 2014/2015                   | István Sofron         | 110    |
| 2015/2016                   | Steve Pinizzotto      | 151    |
| 2016/2017                   | Tim Conboy            | 144    |
| 2017/2018                   | Kris Newbury          | 124    |
| 2018/2019                   | [[]]                  |        |
| 2019/2020                   |                       |        |
| Zdroj na eliteprospects.com |                       |        |